# Aethiessa martini
Aethiessa martini är en skalbaggsart som beskrevs av Ernest Marie Louis Bedel 1889. Aethiessa martini ingår i släktet Aethiessa och familjen Cetoniidae. Inga underarter finns listade i Catalogue of Life.